# Alfred Greven
Alfred Greven, né le 9 octobre 1897 à Elberfeld et mort le 9 février 1973 à Cologne, est un réalisateur et producteur de film allemand, directeur de la Continental Films à sa création le 3 octobre 1940.

## Biographie
Greven devient membre de la « Jagdgeschwader II », une unité militaire aérienne, en 1917.
Alfred Greven est devenu l'ami d'Hermann Göring durant la Première Guerre mondiale et a été directeur de production à la UFA en 1939.
La Continental Films était la société de production de cinéma français mise en place par les Allemands durant l'Occupation. Nommé par Joseph Goebbels, il arrive à Paris en septembre 1940 pour diriger la Continental. Il crée ensuite la SOGEC, société d'exploitation des réseaux de salles de cinéma qu'elle « acquiert » des Juifs, puis l'ACE, filiale de la UFA dédiée à la distribution de films depuis 1926.
Sur les quelque 220 films mis en chantier sous l'occupation, Alfred Greven en produit 26. Il finance des films audacieux comme L'assassinat du père Noël de Christian-Jaque, Le Corbeau de Henri-Georges Clouzot ou Au bonheur des dames d'André Cayatte d'après Émile Zola, auteur mis à l'index par les nazis (voir des détails dans l'article Continental Films).
Il quitte la France en 1944, après avoir produit un dernier film : Les Caves du Majestic, et, après la guerre, continue à exercer le métier de producteur en Allemagne.

## Dans la fiction
En 2002, Christian Berkel interprète le rôle d’Alfred Greven dans le film de Bertrand Tavernier, Laissez-passer.

## Documentaires
- La Continental : le mystère Greven de Claudia Collao, 52 min, 2017.
- 1940, main basse sur le cinéma français de Pierre-Henri Gibert, 2019